# Haworthia marumiana var. batesiana
Haworthia marumiana var. batesiana és una varietat de Haworthia marumiana del gènere Haworthia de la subfamília de les asfodelòidies.

## Descripció
Haworthia marumiana var. batesiana és una planta suculenta perennifòlia petita, llisa i de color verd brillant, amb fulles no setoses però arcades. Forma rosetes sense tija agrupades, de fins a 5 cm d'alçada i que pot formar grups força grans. Les seves fulles fan entre 2 a 2,5 cm de llargada, verdes, indistintament tessel·lades sota la superfície, amb venes més pàl·lides; i els marges i la quilla amb dents minúscules.

## Distribució
Aquesta varietat creix a la província sud-africana del Cap Oriental, concretament a Graaff-Reinet.

## Taxonomia
Haworthia marumiana var. batesiana va ser descrita per M.B.Bayer i publicat a Haworthia Revisited: 105, a l'any 1999.
Etimologia
Haworthia: nom en honor del botànic britànic Adrian Hardy Haworth (1767-1833).
marumiana: epítet en honor del científic holandès que va treballar en diferents camps, entre els quals la medicina, la botànica, la geologia, la química i la paleontologia, el Dr. Martinus van Marum (1750 – 1837).
var.  batesiana: epítet en honor de l'ornitòleg i botànic estatunidenc que va visitar l'Àfrica occidental i va viure al sud-est del Camerun, enviant exemplars d'història natural al Museu d'Història Natural de Londres, George Latimer Bates (1863-1940).
Sinonímia
- Haworthia batesiana Uitewaal, Natl. Cact. Succ. J. 3: 101 (1948). (Basiònim/Sinònim substituït)
- Haworthia reticulata subsp. batesiana (Uitewaal) Halda, Acta Mus. Richnov., Sect. Nat. 4(2): 47 (1997).[8]